# Castianeira pugnax
Castianeira pugnax là một loài nhện trong họ Corinnidae.
Loài này thuộc chi Castianeira. Castianeira pugnax được Cândido Firmino de Mello-Leitão miêu tả năm 1948.